# Andrzej Derlatka

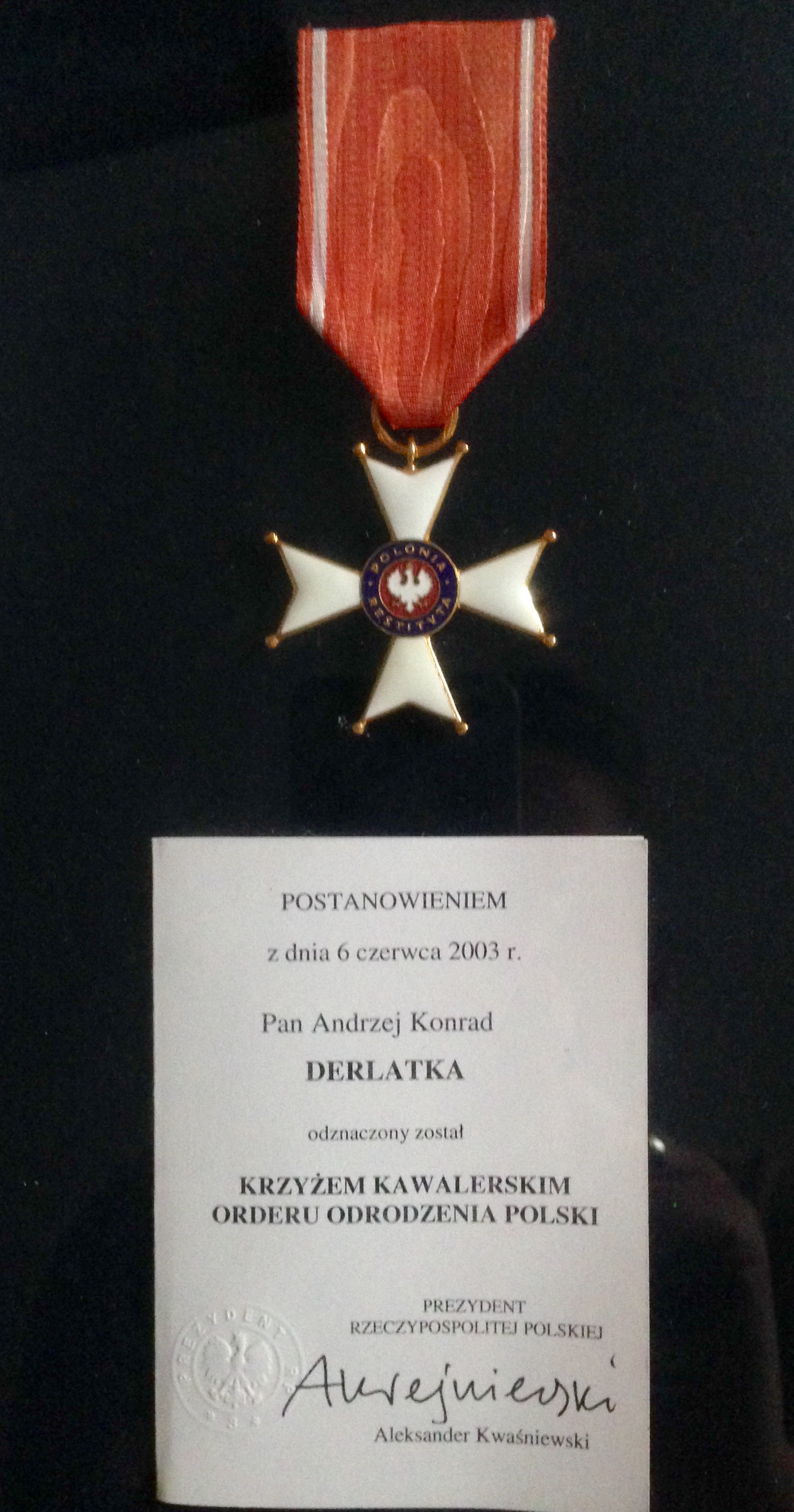
Krzyż Kawalerski Orderu Odrodzenia Polski dla Andrzeja Konrada Derlatki

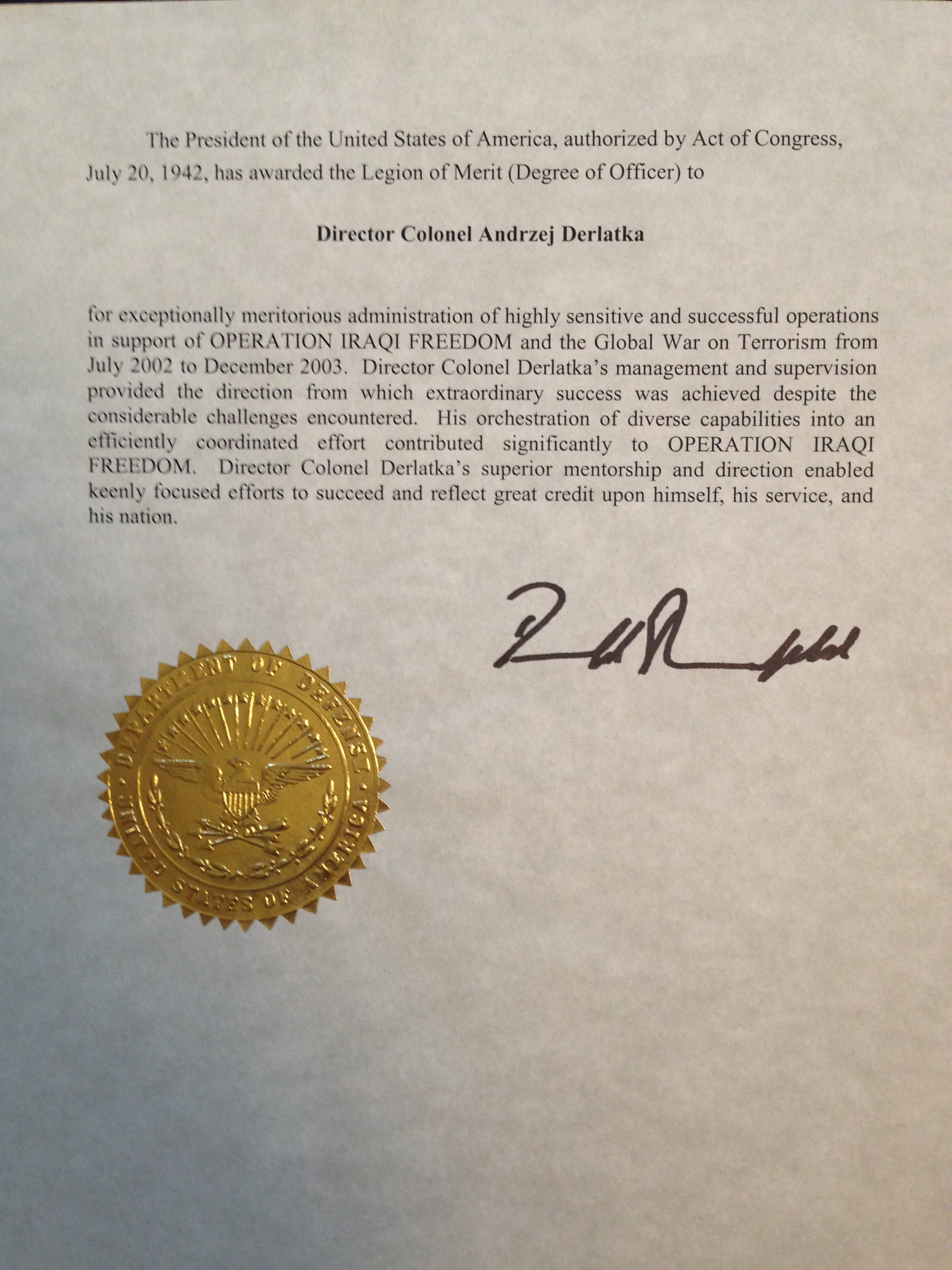
Legion of Merit

Andrzej Konrad Derlatka (ur. 29 listopada 1953 w Warszawie) – polski oficer wywiadu, pułkownik, ambasador RP w Korei Południowej.

## Życiorys
Ukończył studia na Wydziale Prawa i Administracji Uniwersytetu Warszawskiego (1976). Pracował w wywiadzie PRL (nazwisko legalizacyjne Denar) i III RP, był m.in. dyrektorem gabinetu szefa Urzędu Ochrony Państwa (1994–1997), przedstawicielem UOP przy Kwaterze Głównej NATO (1997–1998), zastępcą dyrektora Zarządu Wywiadu UOP (1998–1999). W 1999 zwolniony z UOP, powrócił do służby (na poprzednie stanowisko zastępcy dyrektora Zarządu Wywiadu UOP) w 2001. Po zmianach organizacyjnych od 2002 pracownik Agencji Wywiadu, był zastępcą szefa Agencji w latach 2002–2005, a od maja do sierpnia 2004 pełnił obowiązki szefa Agencji Wywiadu. W latach 2005–2007 był ambasadorem RP w Korei Południowej.

## Odznaczenia
- Srebrny Krzyż Zasługi (1993) – nadany przez prezydenta Lecha Wałęsę (za opracowanie i realizację przez polski cywilny wywiad od 1988 r. przedsięwzięć operacyjnych broniących polskich głównych interesów bezpieczeństwa)[2].
- Złoty Krzyż Zasługi (1995) – nadany przez prezydenta Aleksandra Kwaśniewskiego (za opracowanie i wdrożenie programu wsparcia przez cywilne służby specjalne RP procesu akcesyjnego Polski do NATO i UE)[3].
- Krzyż Kawalerski Order Odrodzenia Polski (2003) – nadany przez prezydenta Aleksandra Kwaśniewskiego (za opracowanie i wdrożenie w 2002 r. koncepcji reformy służb specjalnych oraz w szczególności kierowanie tworzeniem w okresie od grudnia 2001 do czerwca 2002 instytucji Agencji Wywiadu RP).
- Legion of Merit (Officer) (2004) – nadany przez prezydenta USA Georga W. Busha na wniosek sekretarza obrony USA Donalda Rumsfelda (za skuteczne i pomyślne zarządzanie w okresie od lipca 2002 r. do grudnia 2003 r. działaniami polskiego wywiadu wspierającymi "Operację IRAQI FREEDOM oraz Globalną Wojnę z Terroryzmem").